# Inazuma Eleven GO
 (16 octobre 2019 à 15:06 (CEST)).
Pour le jeu vidéo éponyme, voir Inazuma Eleven GO (jeu vidéo).
Inazuma Eleven GO (イナズマイレブンGO) est une série animée japonaise, suite de la série Inazuma Eleven, adaptée d'un jeu vidéo. Une adaptation manga, un film d'animation et une adaptation en jeu vidéo de Inazuma Eleven GO sont sortis depuis fin 2011 au Japon. La deuxième saison de la série, nommée Inazuma Eleven GO Chrono Stone, est diffusée entre avril 2012 et mai 2013, tandis que la troisième saison, Inazuma Eleven GO Galaxy, est elle diffusée entre mai 2013 et mars 2014.
En France, les trois saisons sont respectivement diffusées depuis le mois de septembre des années 2013, 2014 et 2015.

## Synopsis

### Saison 1
Dix ans après les faits relatés dans Inazuma Eleven, Arion Sherwind (Matsukaze Tenma), jeune passionné de football, entre dans l'école de ses rêves, le collège Raimon, afin d'intégrer son prestigieux club. 
Il découvrira à ses dépens lors du match contre le collège des surdoués, que le football n'est plus ce qu'il pensait et que tous les matchs sont désormais truqués par une organisation secrète nommé le Cinquième secteur. 
À l'aide de son équipe et de leur coach, Arion va alors tenter de rétablir l'ordre au sein du football.

### Saison 2:Chrono Stone
À la fin des vacances, Arion retourne au collège où il découvre que plus personne n'aime le football et que l'équipe de Raimon n'a jamais existé. 
Il apprend plus tard que cela est dû à une organisation secrète du futur, nommée El Dorado. 
Après avoir rendu à ses amis leurs souvenirs, ils décident de voyager à travers le temps. Afin de constituer l'équipe parfaite et défaire El Dorado, ils sont aidés de Fei et de Clark von Wunderbar, deux alliés venus du futur, et de David Evans. 

### Saison 3:Galaxy
Alors qu'Arion et deux de ses coéquipiers pensent avoir été sélectionnés pour participer au tournoi international, ils découvrent qu'un seigneur extraterrestre menace de détruire la Terre s'ils ne remportent pas son tournoi de football.
À l'aide de nouveaux coéquipiers, ils vont alors affronter des équipes venues de toute la galaxie pour sauver leur planète.

## Personnages

### Saison 2:Chrono Stone
Joueurs
1. Shindou Takuto (Riccardo Di Rigo), meneur de jeu et capitaine de Raimon dans presque toute la première saison et El Dorado 02. Il est le milieu de terrain de Chrono Storm. Il réalise un Mixi-Max avec Nobunaga Oda qui représente le 1er pouvoir : le joueur devra savoir analyser l'adversaire, adapter son jeu à n'importe quelle situation, il ne cédera jamais à la panique, il sera capable d'associer discrétion et efficacité.
2. Kirino Ranmaru (Gabriel Garcia), défenseur de Raimon, de Chrono Storm et de El Dorado 03. Il a réalisé un Mixi-Max avec Jeanne d'Arc le 2e pouvoir : les joueurs devront pouvoir compter les uns sur les autres et surtout sur leurs défenseurs qui bloqueront les attaques ennemies avec force et courage.
3. Amemiya Taiyou (Sol Daystar), attaquant du collège Universel qui a rejoint Raimon, ainsi que Chrono Storm et El Dorado 03. Son Mixi-Max est avec Shokatsu Komei (Zughe Liang) qui symbolise le 3e pouvoir : les joueurs devront avoir une capacité d'analyse extraordinaire, ils devront être capables d'anticiper à tout moment les mouvements de l'équipe adverse.
4. Nishizono Shinsuke (JP lapin), gardien de Raimon, de Chrono Storm et de El Dorado 03. Il possède un Mixi-Max avec Liu Bei qui est le 4e pouvoir :  le gardien aura cette même puissance qu'on les plus grands dirigeants, en maître ultime de ses buts, il ne laissera rien passer et arrêtera tous les ballons avec force et ténacité.
5. Nishiki Ryoma, milieu de terrain de Raimon, de Chrono Storm et de El Dorado 01. Il a réalisé un Mixi-Max avec Ryoma Sakamoto, le 5e pouvoir : un bon milieu de terrain a comme la mer un cœur énorme. Son rôle est capital, il sera le lien qui rattache les attaquants aux défenseurs.
6. Tsurugi Kyosuke (Victor Blade), attaquant de Raimon, de Chrono Storm et capitaine de El Dorado 01. Il a effectué un Mixi-Max avec Soji Okita qui est le 6e pouvoir : l'attaquant devra être vif comme l'éclair. Sa rapidité rendra ses attaques foudroyantes.
7. Tovu (Sor) est un garçon qui vit à l'ère des dinosaures. En réalité, il vient du futur. Ses parents ont expérimenté une des premières machines à voyager dans le temps mais ont eu un accident. Pour sauver leur fils, il l'ont largué dans une navette annexe. La navette de Sor a longtemps erré sur les vagues du temps avant d'arriver à l'époque des dinosaures. Là-bas, il a été "adopté" par un Quetzelcoatl qui l'a élevé comme son fils. C'est un  défenseur qui rejoint Raimon, défenseur de Chrono Storm et de El Dorado 03. Il possède un Mixi-Max avec son père Quetzelcoatl le 7e pouvoir : pour être pleinement efficace, le défenseur tel un oiseau devra être aussi à l'aise dans les airs que sur terre.
8. Fey Rune est un des personnages principaux de l'histoire. Il vient de 200 ans dans le futur pour protéger le football avec Arion (Tenma) et Wondaba (Wounderbar). Plus tard, on apprend que Fey a été abandonné par son père et que sa mère est morte à sa naissance (on apprendra que sa mère est Kinako). Lors du voyage chez les dinosaures, il se lie d'amitié avec Big le fils de Mamaboss le plus fort des dinosaures qui vient de mourir. Grâce à Big et à Goldie( Kinako) Fey dévoilera son keshin qu'il cachait jusque-là. Plus tard lors du tournoi de Ragnarok, Fey se souviendra de qui il est vraiment : il fait partie des Second Stage Children et se battra contre Raimon allant même jusqu'à utiliser ses pouvoirs psychiques sur eux. Mais à la suite de ce match, le Mecène X dévoilera son identité et révèlera la vérité à Fey. Il est son père. Fey est un  milieu de terrain de Raimon , de Chrono Storm et de El Dorado 01, ennemi lors du 3e match du Ragnarok (lorsqu'il  se rappelle qu'il est un ennemi) et redevenu allié pour le dernier match. Il a un Mixi-Max avec Big (un dinosaure) le 8e pouvoir : un milieux de terrain féroce et dynamique devra posséder des pouvoirs ancestraux qui le rendront aussi redoutable que les plus grands prédateurs.
9. Nanobana Kinako (Goldie Lemon et mère de Fey mais en plus jeune), défenseuse de Raimon, de Chrono Storm et de El Dorado 01 qui apparaît au cours de l'histoire, Mixi-Max avec le Maître Dragon: 9e force : un défenseur hors pair devra avoir la férocité d'un animal sauvage et le cerveau du plus grand des génies
10. Matsukaze Tenma (Arion Sherwind), milieu de terrain et capitaine de Raimon (fin saison 1 et saison 2), d'El Dorado 03, de Chrono Storm, Mixi-Max avec le Roi Arthur : 10e force : le roi des milieu de terrain sera le pilier de l'équipe, sa passion pour le football poussera les autres joueurs à se dépasser
11. Zanark Avalonic, entraîneur temporaire de Protocol Oméga 3.0, capitaine et attaquant de Zanark Domination ainsi que de Zan dans le Ragnarok, attaquant de Chrono Storm et de El Dorado 03, Mixi-Max avec un ouragan géant, Clara Jane: 11e force : un joueur devra être capable de s'adapter à n'importe quel terrain et à des conditions climatiques extrêmes (c'est aussi un ennemi au début qui pose beaucoup de problème à Raimon).

Adversaires
1. Alpha, capitaine du Protocole Oméga et joueur de l'équipe d'El Dorado 02
2. Bêta, capitaine du Protocole Oméga 2.0 et joueur de l'équipe d'El Dorado 02
3. Gamma, capitaine du Protocole Oméga 3.0 et joueur de l'équipe d'El Dorado 02
4. Zanark Avalonic, capitaine de Zanark Domination (mais deviendra un allié par la suite pour le 2e, 3e et dernier match).
5. Rey Rukh (Ar ecks) , capitaine de l'équipe ultime d'El Dorado Perfect Cascade et joueur de l'équipe d'El Dorado 03
6. Président Todou (Wiliam Toddsforth) , l'homme le plus puissant de la base d'El Dorado (avec lesquels les Raimons s'associeront)
7. Saryuu Evan ou Saru (Siméon Ayp), chef de Fader, des enfants surhumains à durée de vie limitée : Les Second Stage Children (Génération de la seconde Phase "GSP").

Autres personnages
1. Gouenji Shuuya (Axel Blaze), entraîneur de la 3e équipe lors de Ragnarok
2. Kidou Yuuto (Jude Sharp), entraîneur de la 1re équipe lors de Ragnarok
3. Endou Daisuke (David Evans), grand-père de Mamoru Endou (Mark Evans), sous la forme d'une Chrono Stone, il aidera beaucoup les Raimon lors de la constitution de l'équipe ultime
4. Endou Mamoru (Mark Evans), il sauve Raimon dont il est l'entraîneur ainsi que de l'équipe Chrono Storm. Il se retrouve sous la forme d'une Chrono Stone appartenant d'abord à El Dorado puis à la Génération de la Seconde Phase. Il réapparaît en humain pour le dernier match de Ragnarok contre The Lagoon.

### Saison 3:Galaxy
Joueurs
1. Matsukaze Tenma (Arion Sherwind) , milieu de terrain et capitaine du Shinsei Inazuma Japan, Earth Eleven et Galaxy Eleven, Totem : Cheval, Pegase.
2. Shindou Takuto (Riccardo Di Rigo), meneur de jeu et milieu de terrain de Shinsei Inazuma Japan, Earth Eleven et Galaxy Eleven, Totem : Paon.
3. Matatagi Hayato (Falco Flashman) (coureur en athlétisme), attaquant de Shinsei Inazuma Japan, Earth Eleven et Galaxy Eleven, Totem : Faucon.
4. Tsurugi Kyosuke (Victor Blade), attaquant de Shinsei Inazuma Japan, Earth Eleven, Galaxy Eleven et ennemi lors de l'avant dernier match, Totem : Loup.
5. Kusaka Ryuuji (Buddy Furry) (délinquant), milieu gauche de Shinsei Inazuma Japan, Earth Eleven et Galaxy Eleven, Totem : Grizzli.
6. Manabe Jinichirou (Zippy Lermer) (enfant surdoué en calcul), défenseur de Shinsei Inazuma Japan, Earth Eleven et Galaxy Eleven, Totem : Ratel
7. Nozaki Sakura (Cerise Blossom) (gymnaste international), milieu droite de Shinsei Inazuma Japan, Earth Eleven et Galaxy Eleven, Totem : Gazelle.
8. Morimura Konoha (Trina Verdure) , défenseuse de Shinsei Inazuma Japan, Earth Eleven et Galaxy Eleven, Totem : Renard.
9. Minaho Kazuto (Keenan Sharpf) (enfant détective), défenseur de Shinsei Inazuma Japan, Earth Eleven, et Galaxy Eleven, Totem : Hibou.
10. Ichikawa Zanarkuro (Zack Avalon), milieu de terrain et attaquant de Shinsei Inazuma Japan, Earth Eleven et Galaxy Eleven, Totem : Lion.
11. Ibuki Munesama (Terry Archibald) (basketteur), gardien de Shinsei Inazuma Japan, Earth Eleven et Galaxy Eleven, Totem : Mammouth.
12. Tetsukado Shin (Frank Foreman) (boxer), défenseur de Shinsei Inazuma Japan, Earth Eleven et Galaxy Eleven, Totem : Buffle.
13. Nishizono Shinsuke (Jean Pierre Lapin), gardien de Raimon et Galaxy Eleven et réserve de Earth Eeven.

Autres personnages
1. Astéro Black (plus connu sous le nom de Ray Dark)
2. Axel Blaze
3. Mark Evans
4. Ozrock Boldar (alien)
5. Princesse Lalaya (de la planète Pharambius)
6. Katora (princesse d'une planète détruite et que seul Arion peut voir)
7. Pixie (créature jaune qui suit Arion)
8. Skie Blue (manager de l'équipe)
9. Glacia, manager de l'équipe avec Skie (aussi appelé Potomuri et alien qui entre dans le corps d'une humaine pour pouvoir vivre sue Terre. Il fabriquera le canon galactique qui permettra de sauver la Terre).

## Anime

### Série télévisée
La série anime Inazuma Eleven GO, animé par le studio OLM, et produite par Level-5, Nintendo, BES et We've Inc, est diffusée initialement au Japon à partir du 4 mai 2011, succédant à la série Inazuma Eleven tous les mercredis à 19 heures sur la chaine TV Tokyo. Elle est éditée en DVD au Japon à partir de septembre 2011. Elle s'arrête le 11 avril 2012 après 47 épisodes.
Inazuma Eleven GO: Chrono Stone (イナズマイレブンGO クロノ・ストーン) est une série anime diffusée initialement le 18 avril 2012 au Japon, succédant à la série Inazuma Eleven GO. Elle raconte une aventure avec des voyages dans le temps et deux nouveaux personnages qui aideront les Raimons:  Fey Rune et Clark Von Wunderbar. Elle est produite et réalisée par les mêmes équipes, et est diffusée de la même manière. Elle s'arrête le 1er mai 2013 après 51 épisodes.
Inazuma Eleven GO: Galaxy (イナズマイレブンＧＯ ギャラクシー) est une série anime diffusée initialement le 8 mai 2013 au Japon, succédant à la série Inazuma Eleven GO: Chrono Stone. Elle s'arrête le 19 mars 2014 après 43 épisodes. Cette fois-ci, Arion, Victor et Riccardo vont intégrer l'équipe de Shinsei Inazuma Japan avec des personnes qui ne connaissent rien du football. Ils voyageront ensuite dans l'espace dans le but de sauver leur planète.

#### Génériques

##### Saison 1
Opening
1. Ten Made Todoke! (eps 1-18), par T-Pistonz+KMC
2. Naseba Naru no sa Nanairo Tamago (eps 19-33), par T-Pistonz+KMC
3. Ohayō! Shining Day (eps 34-45), par T-Pistonz+KMC
4. Uchikudakku  (eps 46-47) par T-Pistonz+KMC

Note : L'opening Uchikudakku a été spécialement diffusé à la suite de la sortie du jeu Inazuma Eleven GO: Dark.
Ending
1. Yappa Seishun (eps 1-18), par « Sorano Aoi (CV: Kitahara Sayaka) »
2. Kanari Jūjō (eps 19-33), par « Sorano Aoi (CV: Kitahara Sayaka) »
3. Hajike-Yo!! (eps 34-), par « Sorano Aoi (CV: Kitahara Sayaka) »
4. Ohayou! Shining Day (eps 46-47), par T-Pistonz+KMC

Note : L'ending Ohayou! Shining Day a été spécialement diffusé à la suite de la sortie du jeu Inazuma Eleven GO: Shine.

##### Saison 2
Opening
1. Jounetsu de Mune Atsu! (épisodes 1, 3, 5, 7, 9, 11, 13, 15 et 17), par T-Pistonz+KMC
2. Kandou Kyouyuu (épisodes 2, 4, 6, 8, 10, 12, 14, 16 et 18), par T-Pistonz+KMC
3. Soushin wo KEEP ON ! (épisodes 19 à 35), par T-Pistonz+KMC
4. Raimei ! Buru Torein ! (épisode 36 à 51), par T-Pistonz+KMC

Ending
1. Natsu ga Yattekuru (épisodes 1 à 18), par "Sorano Aoi (CV: Kitahara Sayaka)"
2. Te  wo tsunagou (épisodes 19 à 36), par Sorano Aoi, Matsukaze Tenma, Tsurugi Kyosuke
3. Bokutachi no shiro (épisode 36 à 51) par Matsukaze Tenma, Tsurugi Kyosuke, Shindou Takuto, Kirino Ranmaru, Nishizono Shinsuke
4. Seishuu Oden (quelques épisodes à partir de l'épisode 36)

##### Saison 3
Opening
1. Gachi de Katouze! (épisodes 1-17), par T-Pistonz+KMC
2. Chikyuu wo Mawase! (épisodes 18-32), par T-Pistonz+KMC
3. Supernova! (épisodes 33-43), par T-Pistonz+KMC

Ending
1. Katte ni Cinderella (épisodes 1-17), par Sorano Aoi (CV:Kitahara Sayaka) et Morimura Konoha (CV:Yuuki Aoi )
2. Fashion☆Uchuu Senshi (épisodes 18-32), par Sorano Aoi (CV:Kitahara Sayaka) et Mizukawa Minori (CV: Ayahi Takagaki)
3. Arashi Tatsumaki Hurricane (épisodes 33-43), par Sorano Aoi (CV:Kitahara Sayaka) et Kobayashi Yuu

### Films d'animation
Un film d'animation nommé Inazuma Eleven GO: Kyūkyoku no Kizuna Griffon (イナズマイレブンＧＯ 究極の絆 グリフォン), toujours réalisé par le studio OLM, et produit cette fois-ci par Level-5, Nintendo, BES, KàO Filmworks Kids et Section23 Films, est sorti au cinéma le 23 décembre 2011 au Japon, en versions 2D et 3D. Ce film est diffusé à la télévision en France pour la première fois le 23 mai 2014 sur la chaîne Disney XD.
Le deuxième film d'animation nommé Inazuma Eleven Go vs. Danbôru Senki W est sorti au cinéma le 1er décembre 2012 au Japon. Il s'agit d'un crossover entre Inazuma Eleven GO et Danball Senki W. Celui-ci se passe entre Inazuma eleven Go chrono stone et Galaxy (temps Inazuma eleven) et dans Danball senki W (environ vers le milieu de la série).
Au début du film, Arion avec l'équipe Shinsei Inazuma Japan vont affronter l'ancien Inazuma Japan Adulte. Mais le match est interrompu par la pénétration clandestine de LBX. Heureusement, Ban et les autres (personnages de Danball Senki W) arrivent à temps pour essayer de les stopper. Grâce à Arion et les autres, ils réussissent à faire court-circuiter les LBX ennemis. Malheureusement, Mark et les autres se font aspirer dans une dimension inconnue. Fey vient les secourir à temps. Ensuite, tous se retrouvent dans une forêt qui relierait le monde de Van et celui de Arion en un seul. Ban explique alors ce qui se passe: les lignes temporelles sont toutes liées en ce moment même et déplacées comme des pièces de puzzles. Alors, le Dr Arno arrive et explique qu'il faudra trouver l'ennemi et le vaincre s'ils veulent revoir leurs amis. Van et Arion décidèrent de se battre ensemble pour que tout revienne normal. Chacun fit découvrir à l'autre son univers très éloigné : le monde du football et des LBX. Mais alors que Arion enseignait à Hiro et Ban le football, ils entendirent un cri. Une jeune fille était attaquée par des LBX. Son nom était Flora. Elle vint au camp et se mit à découvrir le monde du football et des LBX. Mais le lendemain, Kazu et Ami disparurent. Les personnes avec des LBX accusaient clairement celles qui jouaient au football de les avoir kidnappées. Mais on finit par comprendre que tout ça était la faute de Fran. C'était en fait elle qui avait attaqué le stade avec ses deux frères: Asta et San. Elle leur donna une dernière chance de se racheter avant d'être éliminé: Shinsei Inazuma devait battre Asta au football et le NICs devait battre San au LBX. Chacun réussit à convaincre la personne qu'il affrontait d'arrêter. Mais c'est finalement Flora qui allait peut-être tout détruire. En effet, elle est dotée d'un pouvoir qui pourrait détruire le monde. Mais tout le monde réussit à l'arrêter et Fran comprit que ce n'est pas comme ça qu'elle réussirait à faire un monde meilleur. Avant de se quitter, Arion, Hiro et Van se promirent qu'un jour, ils s'affronteront au football et aux LBX. Dans le monde de Flora, elle fit revivre la ville et rencontra ses parents avec ses frères.
Un troisième film, Inazuma Eleven Chou Jigen Dream Match, est sorti le 13 juin 2014 au Japon. Lors de la production du film, un sondage a été lancé pour choisir la composition de l'équipe Inazuma Best Eleven qui affronte l'équipe Battle Eleven dans le film.

### Doublage
| Personnages       | Voix japonaises, | Voix françaises,  |
| ----------------- | ---------------- | ----------------- |
| Arion Sherwind    | Terasaki Yuka    | Pierre Le Bec     |
| Jean-Pierre Lapin | Tomatsu Haruka   | Cécile Florin     |
| Victor Blade      | Takashi Oohara   | Sébastien Hébrant |
| Riccardo Di Rigo  | Saiga Mitsuki    | Thibaut Delmotte  |
| Samguk Han        | Satou Kensuke    | Mathieu Moreau    |
| Subaru Honda      | Hirofumi Nojima  | Alexandre Crépet  |
| Adé Kébé          | Jun Konno        | Maxime Donnay     |
| Aitor Cazador     | Yūki Tai         | Grégory Praet     |
| Lucien Dark       | Ayumi Fujimura   | Émilie Guillaume  |
| Ryoma Nishiki     | Ryou Iwasaki     | David Manet       |
| Mark Evans        | Junko Takeuchi   | Pablo Hertsens    |
| Silvia Woods      | Fumiko Orikasa   | Julie Basecqz     |

## Manga
La série Inazuma Eleven GO est adaptée par Tenya Yabuno en une série manga homonyme à partir du 15 octobre 2011 dans le magazine CoroCoro Comic, succédant à la précédente série manga Inazuma Eleven qui s'est arrêtée le mois précédent. Le dernier chapitre paraît le 15 mars 2014. Le premier volume est sorti en janvier 2012 par Shogakukan, et la série comporte un total de sept volumes.
La version française est licenciée par Kurokawa depuis mars 2014, et est également disponible en version électronique sur Nintendo 3DS.

### Liste des volumes
| no | Japonais         | Japonais          | Français          | Français          |
| no | Date de sortie   | ISBN              | Date de sortie    | ISBN              |
| -- | ---------------- | ----------------- | ----------------- | ----------------- |
| 1  | 27 janvier 2012  | 978-4-09-141388-8 | 13 mars 2014      | 978-2-351-42838-2 |
| 2  | 28 juin 2012     | 978-4-09-141487-8 | 15 mai 2014       | 978-2-351-42976-1 |
| 3  | 26 octobre 2012  | 978-4-09-141526-4 | 11 septembre 2014 | 978-2-351-42977-8 |
| 4  | 28 décembre 2012 | 978-4-09-141569-1 | 11 décembre 2014  | 978-2-368-52059-8 |
| 5  | 28 juin 2013     | 978-4-09-141649-0 | 12 mars 2015      | 978-2-368-52060-4 |
| 6  | 27 décembre 2013 | 978-4-09-140017-8 | 11 juin 2015      | 978-2-368-52061-1 |
| 7  | 28 avril 2014    | 978-4-09-141744-2 | 27 août 2015      | 978-2-368-52116-8 |

## Jeux vidéo
Un jeu vidéo nommé Inazuma Eleven GO, servant de base à l'anime homonyme, est sorti en décembre 2011 au Japon sur Nintendo 3DS en deux versions, Ombre et Lumière. Son action se déroule dix ans après les évènements du précédent jeu de la série, Inazuma Eleven 3. En Europe, les deux versions sont sorties le 13 juin 2014.
Un jeu vidéo nommé Inazuma Eleven GO 2: Chrono Stone, servant de base à l'anime homonyme, est sorti au Japon le 13 décembre 2012, en Europe le 27 mars 2015 sur Nintendo 3DS en deux versions, Brasier et Tonnerre.
Un jeu vidéo nommé Inazuma Eleven GO 3: Galaxy, servant de base à l'anime homonyme, est sorti au Japon le 5 décembre 2013 sur Nintendo 3DS en deux versions, Big Bang et Supernova.
Un jeu vidéo nommé Inazuma Eleven GO Strikers 2013 est sorti au Japon le 20 décembre 2012 sur Wii.